# Alpes-Maritimes
Alpes-Maritimes (06; Occitaans: Aups Maritims; Nederlands: Zee-Alpen) is een Frans departement, gelegen in de regio Provence-Alpes-Côte d'Azur in het zuiden van Frankrijk aan de Middellandse Zee. Het heeft ongeveer een miljoen inwoners. De populairste steden zijn Cannes en Nice (de prefectuur).
Het departement is genoemd naar de Zee-Alpen, een gebergte dat hier in het grensgebergte van de Alpen gelegen is tussen Frankrijk en Italië.

## Geschiedenis
Het departement ontstond in 1793 toen Frankrijk als gevolg van de Franse Revolutie het graafschap Nizza en het toenmalige vorstendom Monaco annexeerde. De toenmalige Alpes-Maritimes omvatten toen enkel het huidige arrondissement Nice, plus Monaco en een deel van het huidige Ligurië, met Sanremo. Door de Eerste vrede van Parijs van 1814 werd die annexatie ongedaan gemaakt en verdween het departement.
In 1860 werd het departement opnieuw opgericht na annexatie van het Graafschap Nizza, met inbegrip van de steden Menton en Roquebrune, die zich van Monaco hadden afgescheiden. Aan dit heropgerichte departement werd ook een deel van het departement Var gevoegd (het huidige arrondissement Grasse).
Dit verklaart waarom de rivier de Var niet door het gelijknamige departement loopt. Deze rivier was vroeger de grens tussen Frankrijk en het Graafschap Nizza. Tegenwoordig vormt de rivier de afscheiding tussen twee arrondissementen van de Alpes-Maritimes.
In 1947 werd het departement als gevolg van de Vrede van Parijs uitgebreid met de gemeenten Tende en La Brigue. Dit waren gebieden die bij de verdeling van het voormalige Graafschap Nizza in 1861 aan Italië waren toegewezen, maar na een referendum kozen voor Frankrijk.

## Geografie
De Alpes-Maritimes worden omgeven door de departementen Var en Alpes-de-Haute-Provence. Verder grenst het aan Italië, aan Monaco en aan de Middellandse Zee.
Alpes-Maritimes bestaat uit twee arrondissementen:
- Grasse
- Nice

Alpes-Maritimes bestaat uit 27 kantons.
- Kantons van Alpes-Maritimes.

Alpes-Maritimes bestaat uit 163 gemeenten.
- Lijst van gemeenten in het departement Alpes-Maritimes

## Demografie
De inwoners van de Alpes-Maritimes heten Maralpins.

### Demografische evolutie sinds 1962
| Naam            | Index 1962 | Index 1968 | Index 1975 | Index 1982 | Index 1990 | Index 1999 | Index 2008 | Index 2019 |
| --------------- | ---------- | ---------- | ---------- | ---------- | ---------- | ---------- | ---------- | ---------- |
| Alpes-Maritimes | 100,0      | 116,8      | 132,1      | 142,5      | 157,2      | 163,6      | 175,4      | 176,8      |
| Frankrijk*      | 100,0      | 107,1      | 113,3      | 117,0      | 121,9      | 126,0      | 133,8      | 140,1      |

| Naam            | Inw./Km² 1962 | Inw./km² 1968 | Inw./km² 1975 | Inw./km² 1982 | Inw./km² 1990 | Inw./km² 1999 | Inw./km² 2008 | Inw./km² 2019 |
| --------------- | ------------- | ------------- | ------------- | ------------- | ------------- | ------------- | ------------- | ------------- |
| Alpes-Maritimes | 143,8         | 168,0         | 190,0         | 205,0         | 226,1         | 235,2         | 252,3         | 254,6         |
| Frankrijk*      | 84,2          | 90,1          | 95,4          | 98,5          | 102,7         | 106,1         | 112,7         | 119,7         |

Frankrijk* = exclusief overzeese gebieden
Bron: Recensement Populaire INSEE - 1962 tot 1999 population sans doubles comptes, nadien Population Municipale
Op 1 januari 2022 had Alpes-Maritimes 1.114.579 inwoners.

### De 10 grootste gemeenten in het departement
| #  | Gemeente             | Aantal inwoners (2022) |
| -- | -------------------- | ---------------------- |
| 1  | Nice                 | 353.701                |
| 2  | Antibes              | 76.612                 |
| 3  | Cannes               | 74.040                 |
| 4  | Cagnes-sur-Mer       | 52.852                 |
| 5  | Grasse               | 48.669                 |
| 6  | Le Cannet            | 40.198                 |
| 7  | Saint-Laurent-du-Var | 31.645                 |
| 8  | Menton               | 30.326                 |
| 9  | Vallauris            | 28.579                 |
| 10 | Mandelieu-la-Napoule | 21.201                 |

Dit zijn de officiële cijfers van de daadwerkelijk bij de gemeenten ingeschreven inwoners. Het departement telt echter ook veel tweede verblijven van Fransen en buitenlanders die er niet ingeschreven zijn maar er soms voor langere tijd verblijven.

## Afbeeldingen

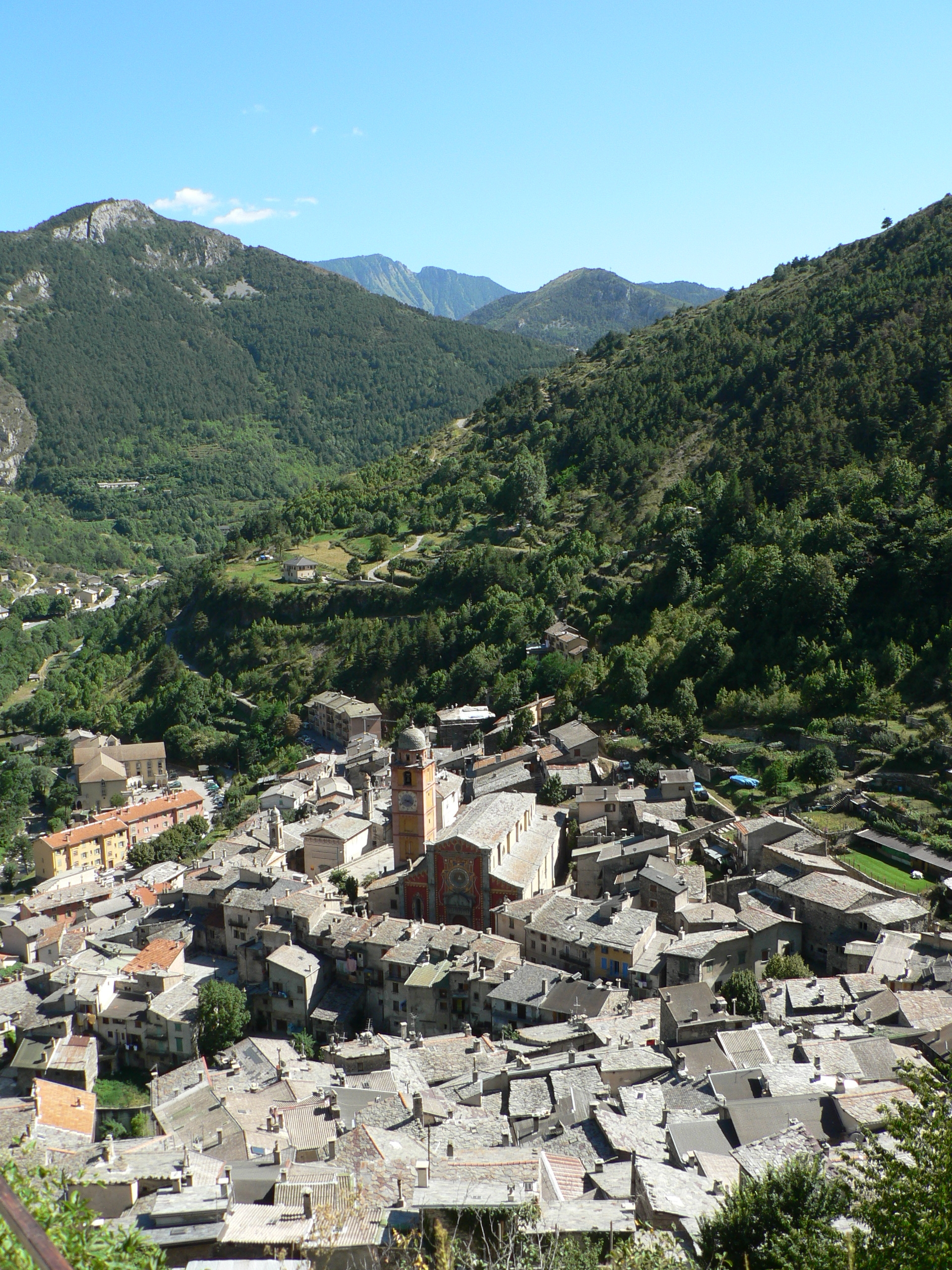
Tende
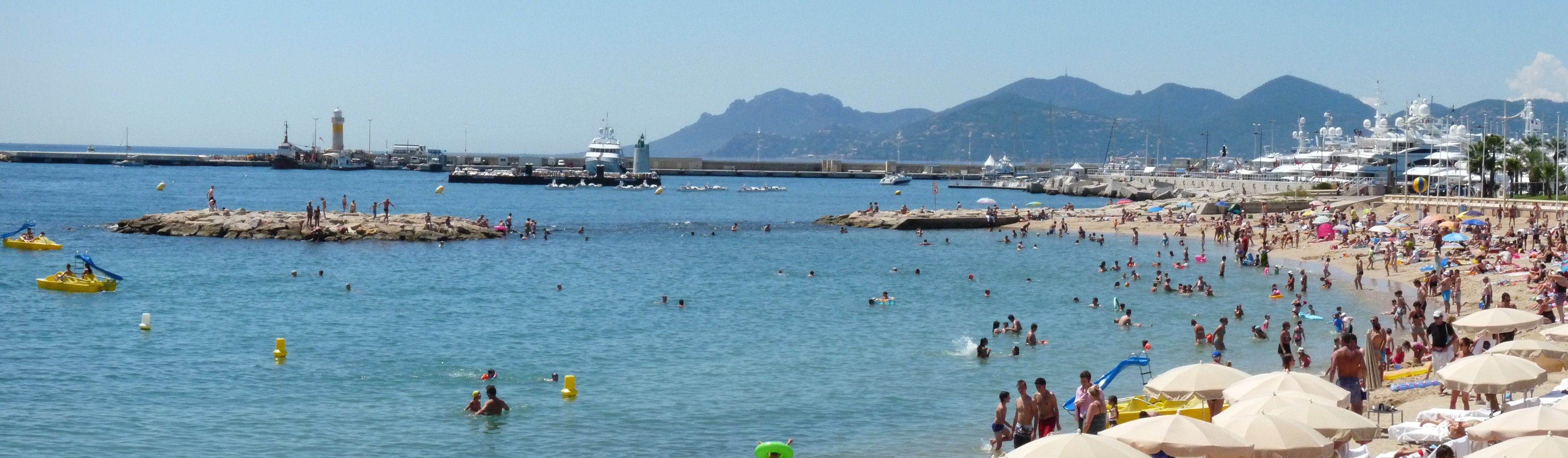
Cannes
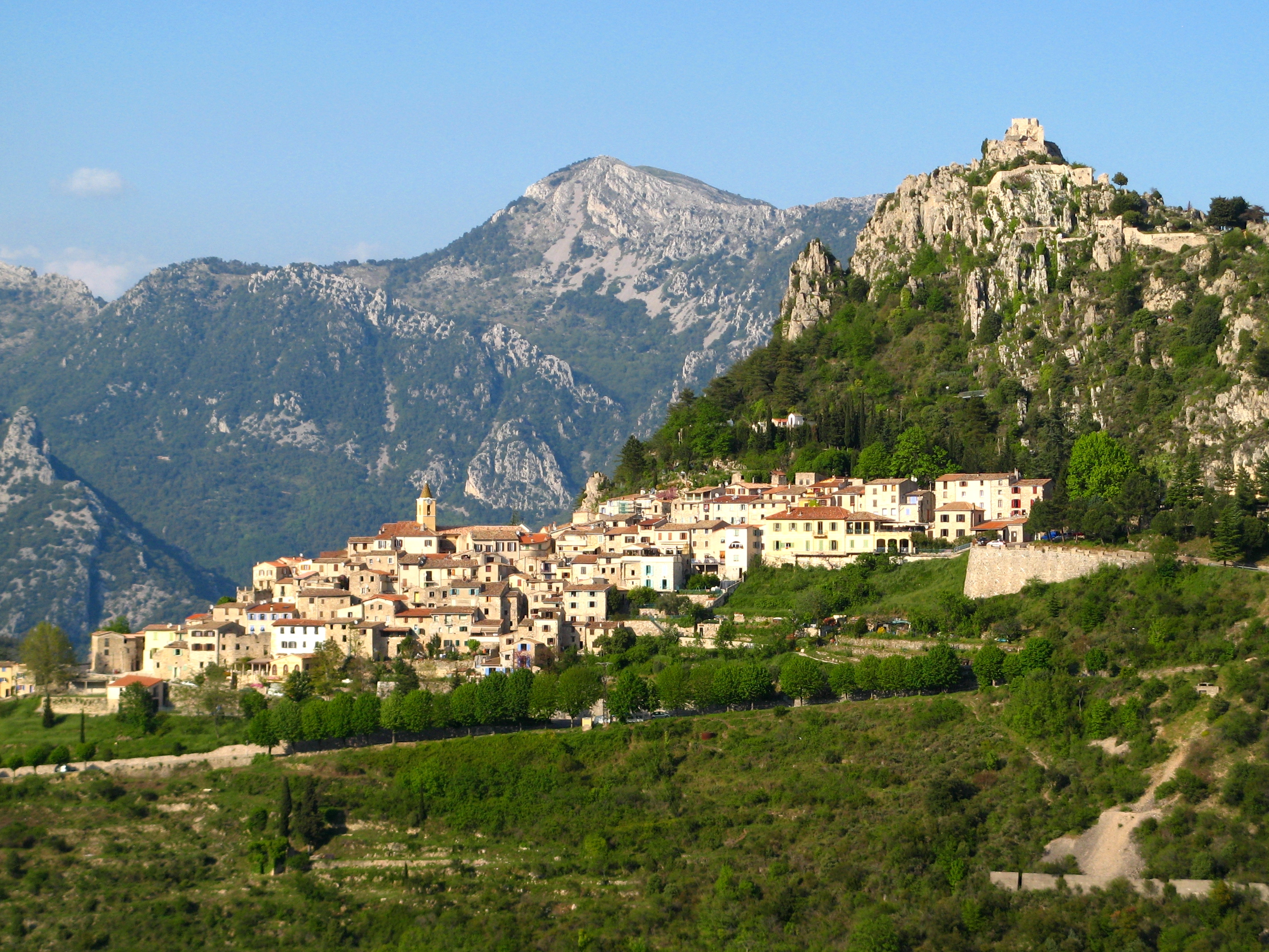
Sainte-Agnès
Nice
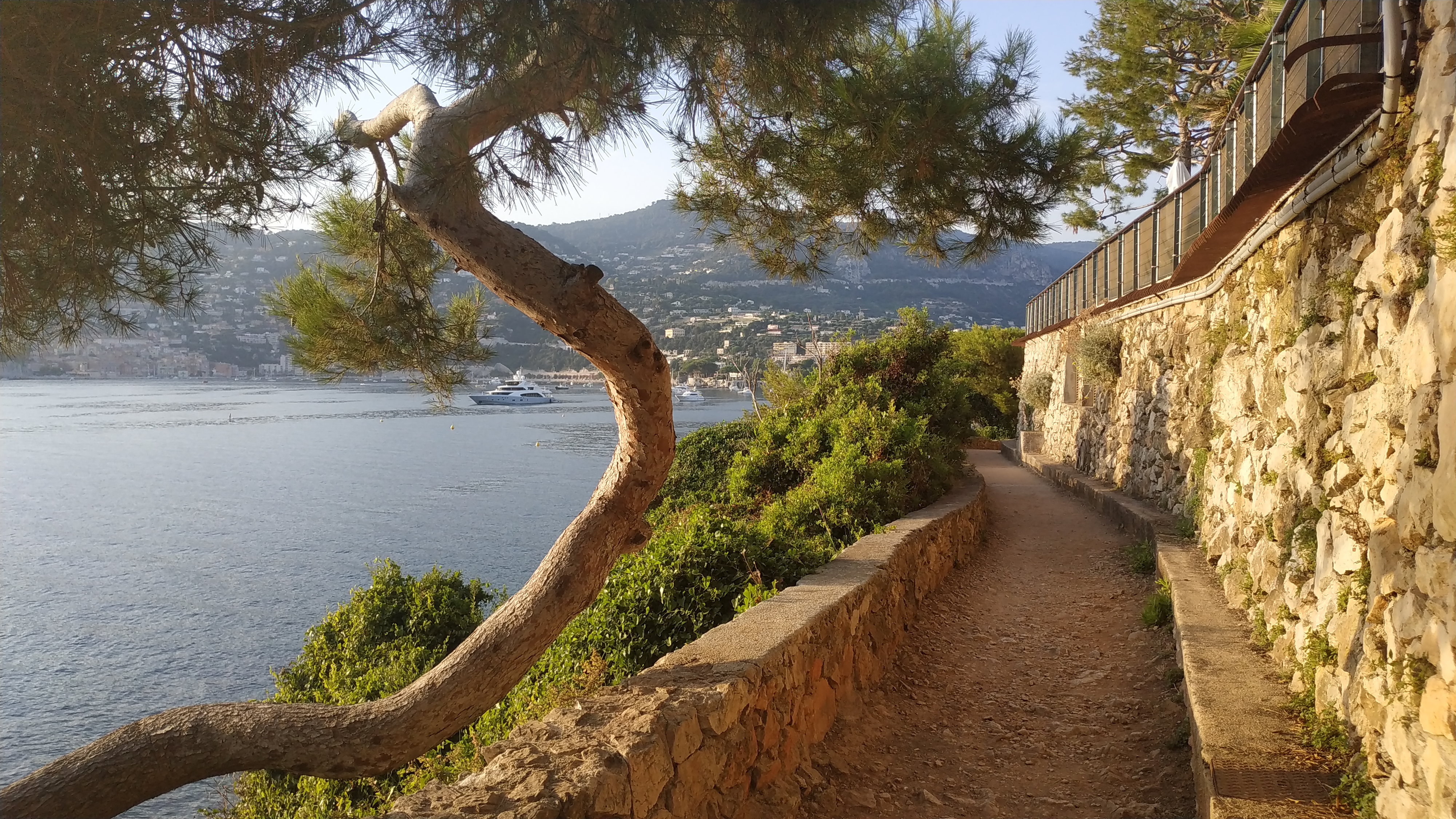
Saint-Jean-Cap-Ferrat